# Степанов, Григорий Васильевич (Герой Советского Союза)
Григорий Васильевич Степанов (1927—1993) — майор Советской Армии, участник подавления Венгерского восстания 1956 года, Герой Советского Союза (1956).

## Биография
Григорий Степанов родился 22 ноября 1927 года в Ленинграде. После окончания десяти классов школы работал слесарем на одном из свердловских заводов. В 1945 году Степанов был призван на службу в Рабоче-крестьянскую Красную Армию. В 1952 году окончил курсы усовершенствования офицерского состава. К осени 1956 года гвардии лейтенант Григорий Степанов служил на территории Румынии, командовал стрелковым взводом 104-го гвардейского механизированного полка 33-й гвардейской механизированной дивизии Отдельной механизированной армии.
В октябре 1956 года в составе своей дивизии Степанов вступил на территорию Венгерской Народной Республики и принял активное участие в боях с венгерскими повстанцами. В боях на улицах Будапешта взвод Степанова нанёс повстанцам большие потери, при этом сохранив жизни многим мирным будапештцам.
Указом Президиума Верховного Совета СССР от 18 декабря 1956 года за «мужество и отвагу, проявленные при выполнении воинского долга» гвардии лейтенант Григорий Степанов был удостоен высокого звания Героя Советского Союза с вручением ордена Ленина и медали «Золотая Звезда» за номером 10810.
В 1964 году Степанов окончил Одесское общевойсковое командное училище. В 1970 году в звании майора он был уволен в запас. Проживал в Донецке, скончался 22 февраля 1993 года.
Был также награждён рядом медалей.